# 東急7000系電車 (初代)
東急7000系電車（とうきゅう7000けいでんしゃ）は、134両が東急車輛製造で製造され、1962年（昭和37年）から2000年（平成12年）まで東京急行電鉄で運用された通勤形電車である。
本項では、編成単位で表記する場合は東横線上で渋谷寄りの先頭車番号で代表し、「7001F」などの様に表記する。「6000系」は1960年製造開始の東急6000系電車 (初代)を指す。本系列の仕様に大きな影響を与えた、日比谷線直通車両の規格や運転取り扱いは、「乗り入れ協定」と表記する。「東急」と表記する場合は1962年当時の社名である鉄道会社の「東京急行電鉄」を指し、車両製造メーカーの「東急車輛製造」は「東急車輛」と表記する。東急の各線は過去に路線名・運転系統を何回か変更し、路線名および区間が時代により異なるが、記事中では記載された事象がおこった時点の路線名で記載している。
なお、本項目では基本的に7000系のみ解説するため、当形式より改造された7700系や譲渡車については当該記事を参照。

## 概要
東急車輛がアメリカのバッド社と技術提携により製作した日本初のオールステンレス車両であり、1962年1月25日から1966年9月10日にかけて、134両が同社で製造された。総数134両は、東急の1系列として当時最大両数であった。
東横線と帝都高速度交通営団（現・東京地下鉄）日比谷線の直通運転を前提として設計されたため、車体の規格は乗り入れ協定に準拠したものとなっているが、乗り入れに必要な機器が搭載された車両は一部にとどまった。最初に製造された車両には制御装置をはじめとする電装品には6000系で採用されたのと同等のものも多く採用されたが、車体や台車にはバッド社の特許技術が多く盛り込まれた。東急車輌は本系列について、『東急車輌30年のあゆみ』に以下のように記している。
また、本系列の製造を通じて、同業他社と肩を並べるまでの技術発展ができたと評している。また、「1960年代のエポックメーカー」などと評されることもある。
当初は東横線に配置され、1964年から日比谷線乗り入れを開始、次いで1966年から田園都市線でも運用されるようになるなど、池上線、新玉川線を除く東急の鉄道線各線で広く運用された。
オールステンレス車両は解体しない東京急行電鉄の方針のもと、134両すべてが改造、譲渡などを経て再利用され、1987年から1991年にかけて56両がVVVFインバータ制御化・冷房化・台車交換などを行って7700系へと改番されたほか、76両が1988年から1991年にかけて5つの鉄道事業者に譲渡された。初号車製造から50年を経過した2012年4月1日時点でも84両が5鉄道事業者で旅客営業に供されていた。

## オールステンレス車誕生までの経緯
本系列はアメリカの技術を導入した日本初のオールステンレス車両であり、導入に至るまでの経緯が本系列の構造や部品、その後の車両に大きな影響を与えている。

### バッド社との技術提携まで

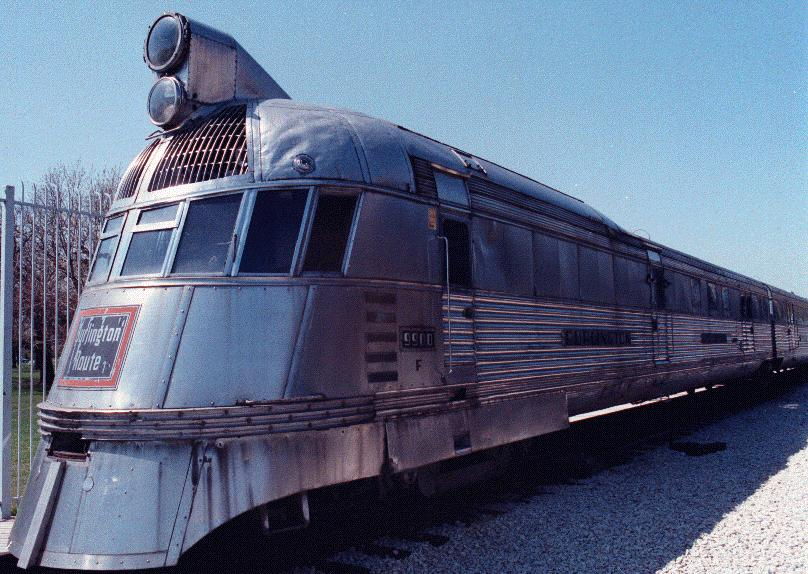
バッド社が製造した「パイオニア・ゼファー」（保存車）

本系列の製造にあたった東急車輛製造は、国有財産の設備や土地などを借り受け、1948年8月23日に株式会社東急横浜製作所として設立された、戦後発足の車両製造メーカーであり、戦後の混乱を乗り越えた後も先行する同業他社に追いつく努力が必要だった。1952年7月11日に同社社長に就任した吉次利二は、鉄道部門の業績向上のために、同業他社を上回る技術力でシェアを獲得することと、海外メーカーの技術の取り入れ・自社の技術や車両の輸出をセットで行うことを経営方針の1つとして掲げ、その一環として、吉次を団長とした業界関係者が北米・南米の市場開拓や視察を目的として1956年に海外へ渡り、南米では日本製車両の長所を伝えて回った。訪問先の鉄道事業者ではアメリカ製の車両が導入されており、ブラジルではアメリカのバッド社が製造したオールステンレス車両に乗車する機会があった。吉次は後に東急車輌創立20周年記念の座談会で以下のように述べている。
バッド社は1934年には世界初のステンレス製ディーゼル列車である「パイオニア・ゼファー」を世に送り出し、1959年までに累計3000両を超えるステンレス車両を製造していたほか、視察時点で7社の海外メーカーと技術提携していた。視察の帰り際、先方との交渉の末に吉次ほか一部の人間がバッド社の工場を見学し、ステンレス製車両が鋼製車両に比べ軽量化（経済性）と構造の強靱さ（安全性）の面で優れていることから、吉次はステンレス車両の将来性を確信したという。吉次は帰国後の視察報告や質疑応答の際、オールステンレス車やバッド社のことには触れておらず、これには、先の視察団には同業他社の関係者が多く参加していたことから、自社の動向を他社に察知されないようにするための判断だったのではないかという見方や、バッド社の工場を見学したのは視察団の一部だったと推定され、視察団の公式訪問の扱いではなかったから、との見方がある。
東急車輌では1955年ごろから独自にステンレス製車両の技術開発を始めていたが、吉次は先の視察から帰国した直後にはオールステンレス車両の製造を決意しており、社内でも優秀な技術者を集めて技術開発や設計業務に着手、独自設計の東急5200系を1958年に、東急6000系を1960年に製造していたが、これらはいずれもセミステンレス構造の車体であった。この構造では車体の腐食を完全に防止することはできず、実際にも6000系では登場から20年を経ないうちに腐食した裾部分の構体を取り替えている。セミステンレス構造は塗装費の節減にはつながっても、車体そのものの耐久性ならびに軽量化という観点では満足できるものではなかった。
5200系が営業運転を開始した1958年当時、東急車輛の技術陣はすでにステンレス鋼の特長を最大限に生かすにはオールステンレス車両しかないとの結論に達しており、バッド社の技術は必要欠くべからざるものだとの認識も持たれていた。この流れの中で、同年8月、東急車輌の幹部がバッド社を訪問、折衝の末技術提携の合意を得た。日本の外貨事情が良くない時代の技術提携は円貨の流出を伴うため、日本政府の認可が必要となり、認可ののち1959年12月15日に契約締結に至った。翌年には親会社である東急と本系列の試作車となる試作品納入の同意を取り付け、販売先を確保することができた。

### 提携により導入された技術
1960年2月、東急車輛社内に臨時の技術開発部が設けられ、技術者がバッド社に赴いて技術研修が行われた。帰国後もバッド社との緊密な連携のもとに技術の習得が進められ、いくつもの画期的な新技術が導入された。
|        | 鋼製車両  | ステンレス製車両 | 減少率 |
| ------ | --------- | ---------------- | ------ |
| 屋根板 | 1.6mm     | 0.4mm            | 75%    |
| 側板   | 2.3mm     | 0.8mm            | 65%    |
| 台枠   | 4.5mm以上 | 5.0mm以下        | -      |
| 側骨組 | 3.2mm     | 1.5mm            | 53%    |
| 垂木   | 2.3mm     | 1.0mm            | 57%    |

本系列では従来のステンレス鋼よりも強度を高めた高抗張力ステンレス鋼を含む厚さ0.4mm - 5.0mmの鋼材を採用し、日本国内での調達が困難だった一部の部材や加工装置はアメリカから輸入された。屋根板には厚さ0.4mmの部材が用いられるなど、従来より薄い部材が用いられた箇所もある。これらの部材の溶接に際し、もともと熱に敏感なステンレスには従来からスポット溶接が採用されていたが、バッド社がスポット溶接の際の電流・時間などの条件管理を通じて開発した、「ショット溶接」と呼ばれる工法が本系列では新たに採用された。図面に指定された部品形状、精度などを厳格に守る必要から、自動電流調節装置や自動溶接条件記録装置が用意され、工程では多くの治具が使用された。
床下配線や床下機器の取り付けでは台枠が完成した時点で裏返して艤装する「反転艤装」と呼ばれる方式が採用された。これもバッド社が採用していた工法であり、上下を反転させずに終始上を向いて作業をする従来の工法に比べて、作業者の負担を減らすことができる上、本系列では事前に製作された10分の1スケールの模型を確認しながら施工する方法で作業効率が向上し、この工法は以降のステンレス車両の製造にも取り入れられた。しかし、従来の工法では構体が完成した時点までに電機品が用意されていればよかったが、反転艤装の場合は台枠が完成するまでに全ての電機品を用意する必要があり、工程が長い電機部品が必要な場合は車両の製作期間全体が長くなってしまう欠点があった。

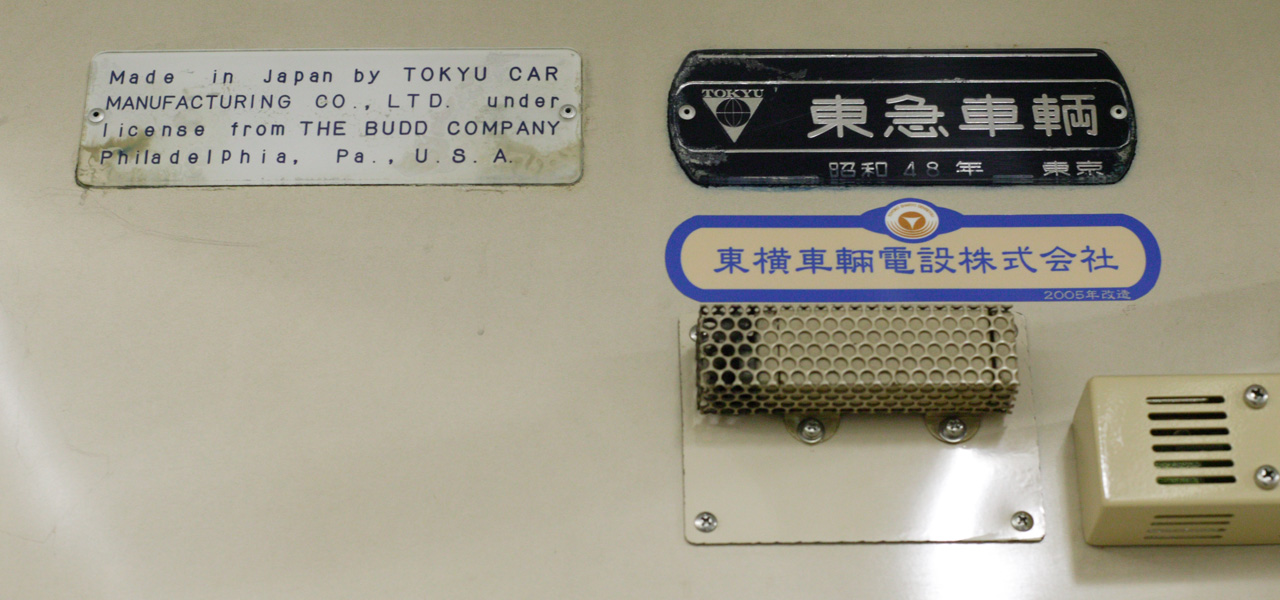
ライセンス契約を示す銘板（左上）
（写真は伊豆急行クハ8000形、元東急クハ8000形）

生産ラインの構成では、普通鋼車両の生産ラインから生じた鉄粉がステンレス鋼の表面に刺さって腐食することを懸念したバッド社が、オールステンレス車両の生産ラインを鋼製車両のものと分離することを求めたため、オールステンレス車両専用の工場を新設して対応、新工場が1961年9月に完成した。各工程で使用される機械のうち、溶接機械や加工機械など特殊性の高いものはアメリカから輸入され、東急車輌がオールステンレス車両の製造にあたって設備投資した2億3518万円のうち、輸入分はおよそ4分の1にあたる6254万円分を占めた。機械や装置類の中には、電源電圧の違いに対応する改造が行われたものがあるほか、バッド社から派遣された担当者は1人で扱えても東急車輌側の担当者は2人がかりでないと扱えない機械類があったため、これらについては操作法の変更が行われた。
製図法、部品表作成、材料手配など一連の設計業務などは全てバッド社の方式に沿うことになり、過去の類似設計に頼ってこれまで強度計算を行っていなかった細かい部位の強度計算も行われた。
作業の各段階では数ステップの品質試験が義務づけられており、それらをクリアしなければ部材を次の工程に送ることはできない決まりになっていた。
バッド社との契約には英文のバッド社のライセンス下で製造されたことを示す銘板を「東急車輌」の銘板と併設することが含まれており、バッド社側は当初、車両の内側と外側の両方に銘板を設置することを求めていたが、東急車輌側が外側設置に難色を示したため、車内のよく見える位置のみに設置することで決着した。

## 車両概説

### 車体
東急では東急車輛から提案を受けたオールステンレス車両を、当時計画されていた地下鉄日比谷線への乗り入れ用車両として導入することとした。東武鉄道・東京急行電鉄・帝都高速度交通営団との3事業者で作成された「2号線車両規格」と称する乗り入れ協定によって車両の規格が詳細に決められていたため、本系列の仕様もそれに大きく影響されている。車体寸法は18,000mm（連結面間）×2,800mm（車体幅）×4,000mm（パンタグラフ折りたたみ高さ）で、床面高さは6000系よりも25mm低い1,125mmであった。客用扉は6000系に続いて両開きが採用され、1両あたり3カ所・6メートル間隔で設けられた。

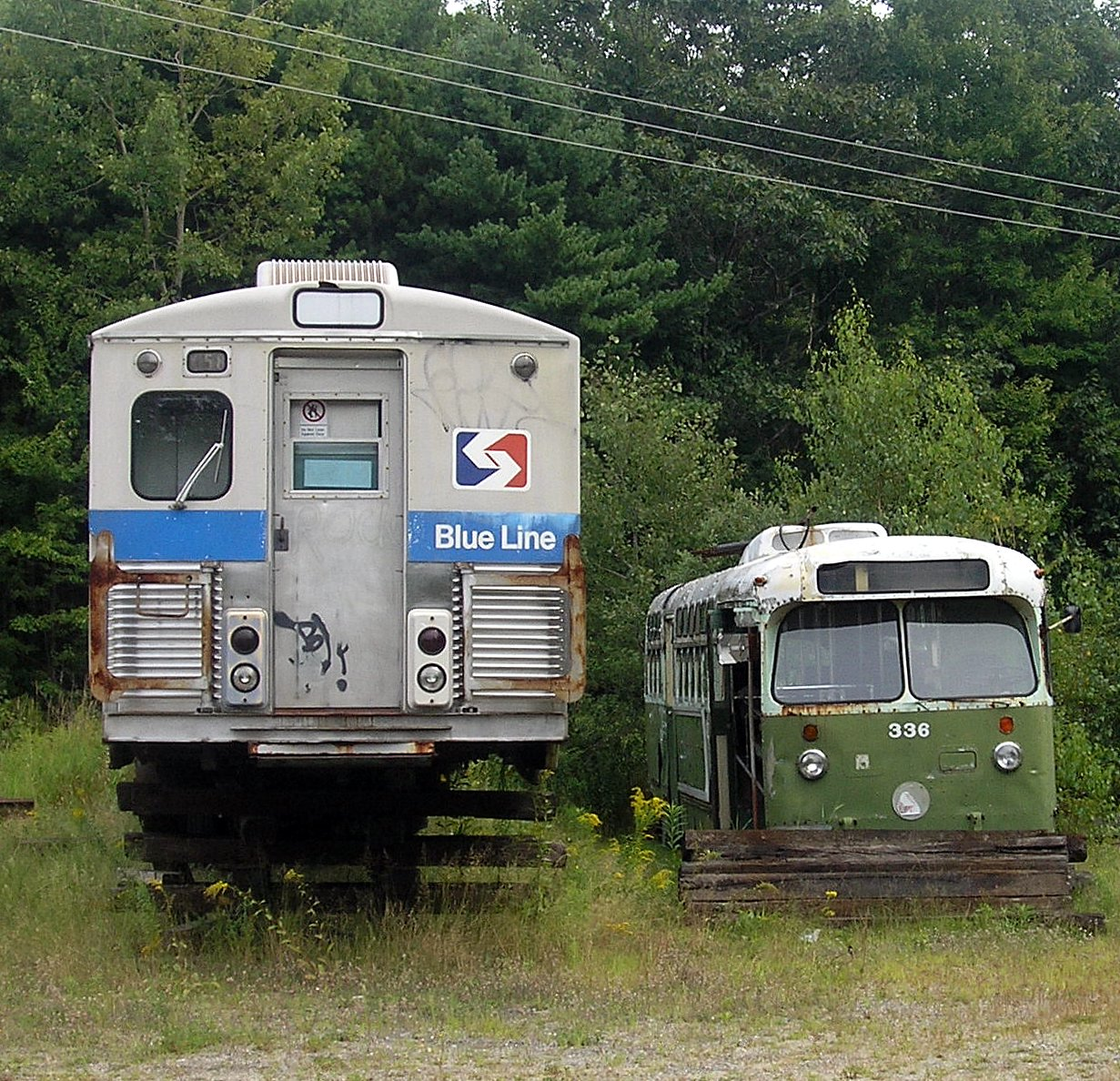
モデルとなったSEPTAの地下鉄「M-3形」（左、保存車）

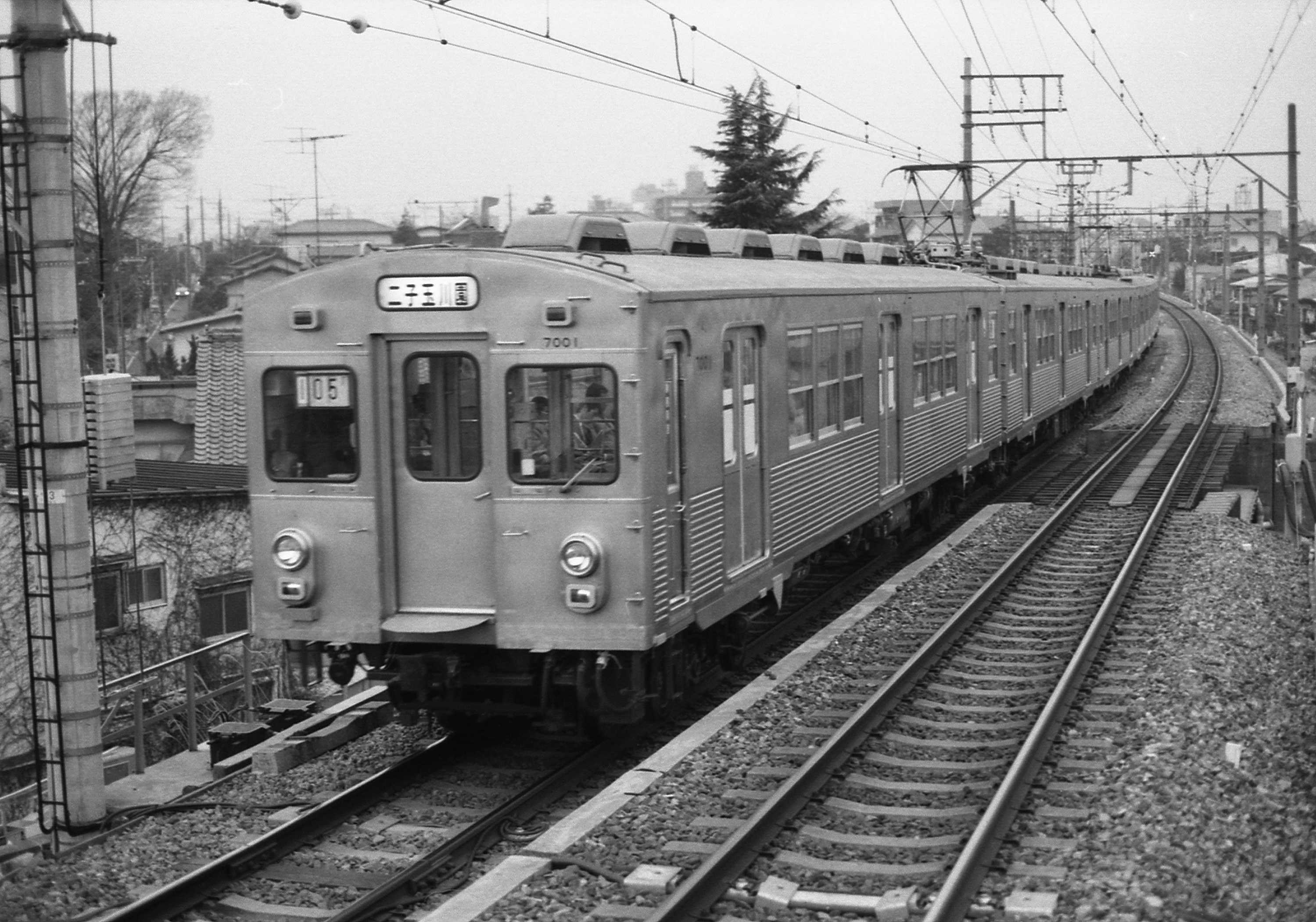
大井町線で運用されていたころの7001ほか。正面のナンバープレートが小さい（1985年2月）

車両デザインはバッド社からの推奨によりアメリカ・ペンシルベニア州フィラデルフィアの公共交通ネットワークである「SEPTA」の車両をモデルとし、1959年から61年にかけて270両が製造された「M-3形」が直接のモデルと言われているが、設計陣は国内の諸条件に合わせるのに苦労したという。M-3形と同様に直線を基調としたスタイルとなり、屋根板がR3,450mmの単純曲線となったことと合わせ、6000系よりも丸みが少なくシンプルな形状となった。台枠の端部、構造が複雑な枕ばり及び正面貫通路両脇に設けられた衝突柱はステンレス製ではない。
車体裾は5200系と6000系では凹凸のない直線だったのに対し、本系列では台車の直上の部分に補強があり、その部分の裾部の構体が下に出っ張っている。6000系と同様、先頭部にはコルゲーションがないが、窓の上下にコルゲーションがあった6000系に対し、5200系と同様側面の下半分にのみコルゲーションが入った。いずれの形式に比べても、コルゲーションの密度は高い。車体設計に際しては、コルゲーションの有無や仕上げをデザインとして上手に取り込むような工夫がなされた。
先頭部は三面折妻で、貫通扉の上に東急の車両では初めて前面方向幕が、左右の窓下に設置されたケースには前照灯と尾灯が収まっている。このケースは、デハ7040以前はステンレス製、デハ7041以降はFRP製である。バッド社との技術提携初期に設計された本系列ではバッド社からの直接的な技術指導を受けたことから当時のアメリカの鉄道車両構造規格の影響を受けた部分が少なからずあり、その一例として車両が衝突した場合に運転台周りが局部的に破損しないよう衝突柱が設けられた。貫通扉はこの衝突柱の奥に設けられたので、従来の車両よりやや奥に設置されている。貫通幌を使用しない場合はこの凹んだ部分に折り込めるようになっていた。
車両番号は先頭車の向かって右上と、各車両側面車端寄り1箇所に紺色の文字で表示された。初期に製造された車両の先頭部の車両番号は5200系や6000系と同様サイズが小さかったが、デハ7007以降は大きめのものに変更された。
当初は各駅停車のみの運用を想定していたためにデハ7018までは正面に通過標識灯を設置せずに登場したが、1964年に標識灯が設置され、以降はこれらの車両も急行列車に運用されるようになった。

### 台車

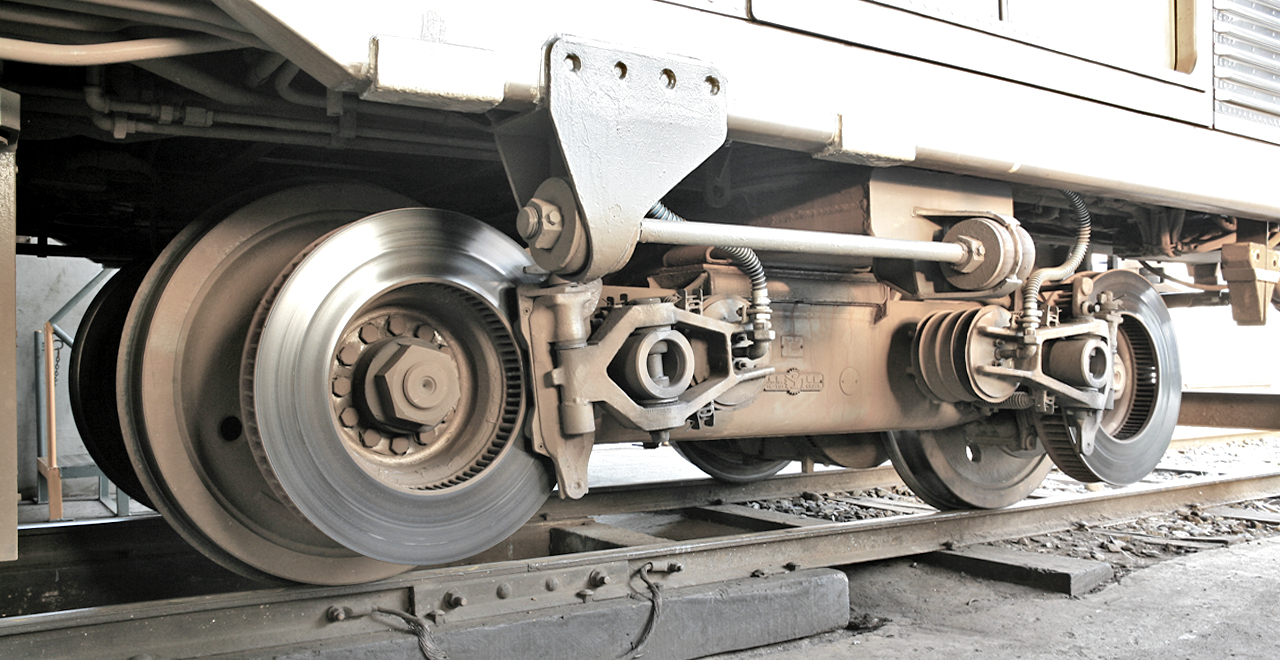
TS-701形台車
（写真は水間鉄道1000形）

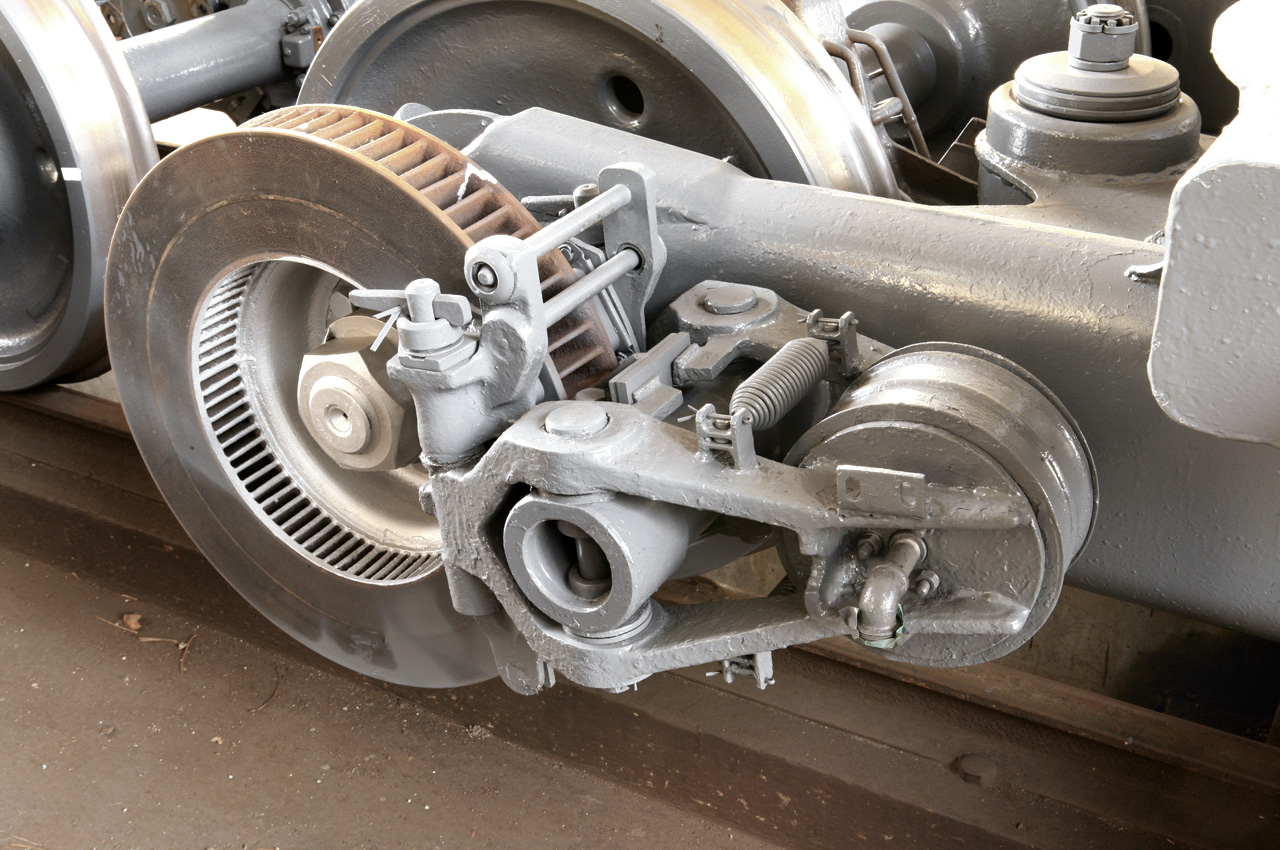
ブレーキてこ周り
ブレーキホースは外してある
（水間鉄道1000形）

台車もバッド社の自社設計により1956年に発表され、アメリカでも広く使用されていたパイオニアⅢ形台車が採用された。本系列の台車はTS-701形またはPⅢ-701形と呼ばれる。以下、同形態の台車を「パイオニア台車」と総称する。なお、オリジナルでは車輪よりも内側にあった台車枠が外側にあるなど、複数の設計変更がなされている。
台車そのものは枕ばねを空気ばねとした1自由度系台車で、軸ばねや軸梁、下揺れ枕などの部品が省略されており、構造の単純化によって台車重量は6000系A編成の6.7tに比べて2t以上軽量化された4.2ｔに軽減された。車体荷重は空気ばね→枕ばり→側受→側ばりと伝わる。
側梁は小判型の断面で内部が空洞となっており、軸箱は側梁にゴム板を介して固定されている。枕梁と台車枠が接する側受が唯一の摺動部であり、この部分に摩擦軽減を目的としてテフロン材を貼り付けることで定期給油が不要となった。これ以外にも、軸受にゴムブッシュをはじめとした耐摩耗性のある材料を採用し、保守の合理化がはかられた。
横梁は左右で分割されている特徴的な形態で、左右が自由に動けることから、軸ばねがない構造にも関わらず走行中に車軸が変位しても台車枠に無理な力をかけずに、レールに追従できる。6000系では1台車・1モーター・2軸駆動方式を採用し、粘着性能は非常に良好だったものの、本系列では横梁が分割された構造から同様の方式が採用できず、1台車・2モーター・2軸駆動となった。
ディスクブレーキは安定した制動力が得られるものの、1,067mm軌間の電動台車にはスペースの制約から当時は採用が困難とされていたが、台車の外側にブレーキディスクを配置する構造とすることでこれを採用、制輪子交換を容易にするとともに、回生ブレーキを最大限に利用する方式の採用と併せて制輪子の摩耗が少なく、従来車の制輪子の交換に追われていた現業部門からは好評を得た。また、当時鋳鉄制輪子を使用していた在来車に比べ、大きく保守性が向上した。
運用開始時に東急の車両部長（当時）を務めていた白石安之は、本系列完成前にアメリカでパイオニア台車装着車両に乗車した際の感想を以下のように記している。
それを踏まえ、この台車も基本構造が同じであることから高いパフォーマンスを示すであろうと期待を述べていた。
一方、1自由度系台車であるため、軸箱を固定する部分のゴム板はあるものの台車のばねは、枕ばねの空気ばねのみであり、枕ばね・軸ばねを装備した2自由度系の台車と比べ、乗り心地が劣るうえ、台車枠に架装された主電動機や駆動装置などが2自由度系台車ではばね上重量となる一方、1自由度系台車ではばね下重量となるため、軌条に与える振動の面でも劣っていた。特に日比谷線乗り入れが始まって以降はフランジの摩耗や台車枠にキズが入るなどの事象が発生するようになった。また、その構造上保守管理についても、ブレーキ系統は格段に容易になった一方、台車枠が左右別々であることから、組み立て時には専用の作業台が必要になり、位置合わせや車体乗せにあたっては一定の熟練が必要とされるなど、必ずしも日々の保守管理が容易になったわけではなかった。1966年に台車性能の調査のために滑走防止装置と車輪踏面清掃装置をデハ7047とデハ7154に取り付け、ボルスタアンカーの取り付け位置を本来より下げてテストが行われている。デハ7042では通常より支点の低いボルスタアンカーが試作・取り付けられた。
結果的に、本系列以降の東急の車両ではパイオニア台車は7200系と8000系の付随台車として採用されたのみに終わり、8000系のものは1990年から1991年に交換されている。東急車輌が本系列に続いて1962年から製造したオールステンレス車両である京王3000系と南海6000系にもパイオニア台車が装備されたが、京王3000系は製造途中から異なる形式の台車に変更されている。特に京王3000系は、パイオニア台車の振動特性が電動車には不向きであると判断されたため、電動車のパイオニア台車を別形式の台車に交換し、捻出したパイオニア台車を同時期に新製された車両の先頭車（いずれも付随車）に装備している。
本系列の設計に携わった守谷之男は後年、パイオニア台車の評価が芳しくなかった要因としてアメリカと日本の鉄道のゲージや許容最大軸重など線路条件の違いを挙げている。
パイオニア台車の実績と評価については鉄道車両の台車史#パイオニアIIIも参照のこと。

### 電装部品
本系列には日立製作所製の電装品を装備した車両（日立車）と、東洋電機製造製の電装品を装備した車両（東洋車）があり、主電動機定格電圧が異なるなど、大きく異なるシステム構成が採用されたため、連結して運転することは可能であるものの、ユニットを組むことはできないなどの制約があった。1962年製は東洋車のみだったが、1963年以降日立車と東洋車は並行して製造され、電装品メーカーの区別なしに車両番号は製造順に付番された。起動加速度・減速度とも4.0km/h/sと、高い値を有しているが、定格速度が低いために最大加速度を発揮する速度域は狭い。ただし、起動加速度は3.0 km/h（日立車）となっている資料もある。
駆動装置は中空軸平行カルダンで、歯車比は全車両が85:13 (6.54) と比較的低速向けだが、弱め界磁制御により中速域までの性能を確保しており、日立車は急行運用にも使用されるために高速性能も確保している。設計最高速度は110km/hだが、当時の東横線急行の最高速度は90km/hだった。日比谷線直通に使用された東洋車の弱界磁最終段における1時間定格速度は50km/hで、営団3000系は64km/h、東武2000系は73km/hと、日比谷線で運用される他車車両よりも低かった。出力も60kWと、営団3000系・東武2000系の75kWに比べやや低く、協議の過程で営団側から出力増強の要請もあったが、最終的には加速時間を他車より延ばしてダイヤに乗れるよう取り扱うことで決着した。

#### 主電動機・駆動装置
主電動機は両社製とも複巻式で、東洋車では東洋電機製造のTDK-826Aが採用され、8台のモーターを永久直列接続する方式だったことから、定格電圧が187.5Vとなっており、日立車に比べて整流の面で優位性があった。
日立車では日立製作所製HS-533-JrbおよびHS-830-Arbが採用され、こちらは4台ずつ直並列切り替えする方式で、定格電圧は375V、出力は70kWであった。

#### 制御装置
主回路制御方式は抵抗式で、1制御器あたり8つの主電動機を、日立車は直並列制御、東洋車は永久直列制御する。
初期の東洋車では6000系と同一のACRF-H860-754A形（永久直列14段、弱め界磁4段）が採用された。電動車2両1ユニットに含まれる8台の主電動機を直列に接続し、起動時には抵抗制御を、起動終了後は分巻界磁制御（145段の超多段）を行うものだった 。1963年（昭和38年）に入籍したデハ7007以降では、設計変更を加えたACRF-H860-757A形が採用された 。
日立車ではMMC-HTR-10A（直列10段、渡り1段、並列8段、弱め界磁5段・回生43段）を採用 、主電動機を4台2セットで低速時は直列、高速時は並列に接続していた 。日立車の回生ブレーキは100 km/hから18 km/hまで幅広い範囲で作用する。
両社の制御器では弱め界磁制御の方法が異なり、日立車の弱め界磁は主電動機の分巻回路に抵抗器を挿入するごく一般的な電動カム軸式だったが、東洋車の弱め界磁はサーボモータで駆動する界磁調整器と呼ばれる整流子形の可変抵抗器を使用する。
マスコンハンドルの段数は全車4段で統一されており、第1段目は「起動」、第2段目は「直列制御」で統一されていたが、日立車の第3段目は「直並列制御」なのに対して、東洋車は「直列制御+弱め界磁制御（2段のみ使用）」であり、第4段目も同様に日立車が「直並列制御+弱め界磁（5段すべて使用）」で、東洋車は「直列制御+弱め界磁（4段すべて使用）」である。特に第3段目が大きく異なるのは、東洋車の全界磁定格速度が28 km/hと低かったことによる。また、日立車は第3段以上、東洋車は第2段以上で弱め界磁制御のノッチ戻しが可能である。なお、マスコンハンドルは営団3000系や東武2000系と同様、跳ね上げデッドマン式である。この後7200系まで採用される。

#### その他電装品
ブレーキ装置は6000系で採用された回生ブレーキ併用電磁直通空気式（HSC-R） を引き続き採用し、1つのブレーキハンドルで電力回生ブレーキも操作できるようになっていたが、日比谷線内では電気ブレーキは発電ブレーキのみとすることが乗り入れ協定で定められていたことから、日比谷線内では回生ブレーキは使用せず、空気ブレーキのみが使用され、中目黒駅で切り替え（回生ブレーキを切る）が行われていた。
パンタグラフは東洋電機製造のPT43-B形を採用した。すり板は、東横線では長年にわたってカーボン製が使われていたが、営団日比谷線への乗り入れに際し、剛体架線の摩耗を防ぐために、東横線に在籍していた全車がカーボン製からブロイメット製に交換された。
電動発電機（MG）は東洋車ではTDK381-A形を、日立車ではHG-533Jrb形を採用した。空気圧縮機はMH80-C1000形を採用したが、東横線や田園都市線などの駅間距離の関係から、容量を適正化するため、MH80-C1000形を3000系に移した上でCM515-A-1HB1500T形およびD1215-HS20Gに換装した。
主制御器が変更されたデハ7007以降の東洋車のみを乗り入れ対応車とすることになり、デハ7007 - デハ7022およびデハ7025 - デハ7030に乗り入れに必要なWS-ATCと誘導無線機器が1964年に取り付けられた。

### 接客設備
照明は40ワットの蛍光灯を1両あたり16本装着し、照度の向上を図ったほか、6000系に装備された蛍光灯カバーは装着されず、保守の合理化にもつながった。暖房装置は電圧250ボルト・750ワットの電熱器を座席下に並べる方式とした。発熱体の長さは1個あたり1.5メートルで、座席のどこでも同等の暖房効果を得られるようになった。座席のモケットはえんじ色で、新たに荷棚と袖仕切りを結ぶステンレス製の握り棒を設置した。
側窓は最初に製造された3編成（デハ7001 - デハ7006）のみ上下の窓をつるべ式につないだ上段下降・下段上昇式で、乗り入れ協定の「側窓の開放寸法は150mm以内かまたは保護棒を設ける場合は下より150, 100mmのピッチを標準とする」との規定に従い、外側に保護棒をつけていた。この3編成はいずれも乗り入れ運用には充当されなかったが、つるべ式の構造は保守管理に難があることから、1978年から1983年にかけて施工された車体更新時に上段下降・下段固定式に改造されている。
それ以外の車両は全て一般的な上段下降・下段上昇式での落成となったが、下窓の開口幅が140mmとなったことから、保護棒は設置されていない。
地下鉄線内を走行する際の騒音を防ぐため、床面には主電動機点検蓋（トラップドア）が設けられなかった。
冷房装置の搭載は想定されておらず、7000系としての冷房化は行われなかった。屋根上の通風器は側面に通風口があるバッド社特有の形状で、冬季は開口部に蓋がされていた。車内側は1982年 - 1984年頃に軸流送風機（外気導入型のファンデリア）から扇風機に取り替えられている。
デハ7001 - デハ7018およびデハ7101 - デハ7106に対し、1978年から1983年にかけてドアと先述の側窓の更新、内装板の張り替えをはじめとする更新工事が施工された。

### コスト貢献・波及効果
1両あたりの価格は在来の車両よりも7 - 8%ほど（製造当時で300万円程度）高額になったが、塗装工程が不要になることから重要部・全般検査では1回1両あたり30万円前後の費用削減（1986年当時の価額）になるなどのランニングコスト削減を通じ、おおむね3 - 4年程度で回収できるとされた。また、外板の更新費用もゼロに抑えることができた。
塗装工程の廃止は車両の検査期間短縮に貢献し、後に東急の全車両がステンレス製車両となった時点で工場の塗装部門が廃止され、作業環境の向上も達成した。

## 編成

### 形式
本系列は全車電動車で、デハ7000形とデハ7100形の2形式で構成される。形式にかかわらず奇数番号の車両と偶数番号の車両で2両1ユニットを組み、偶数番号の車両にパンタグラフと主制御器が奇数番号の車両に電動発電機や空気圧縮機などの補機が搭載された。
- デハ7000形 - 制御電動車(Mc)[10]。下り方がM1c[7]、上り方がM2ｃ[7]。
- デハ7100形 - 中間電動車(M)[10]。上り方がM1[7]、下り方がM2[7]。

東洋車・日立車の最終的な製造数および内容は下記の通りである。このうちデハ7003 - デハ7042とデハ7103 - デハ7168の計106両は信託車両として製造され、三井信託銀行または三菱信託銀行の信託車両である旨を記した銘板が車内に設置されていた。
- 東洋車（92両）
  - デハ7000形 - 42両
  - デハ7100形 - 50両
- 日立車（42両）
  - デハ7000形 - 22両
  - デハ7100形 - 20両

### 車両一覧
下表は、全車両の竣功年と電装品メーカー、他形式へ改造または他社に譲渡された時期の対照表である。
- 凡例
  - 車両番号
    - 後ろに※印が付いている車両は日比谷線乗り入れ対応工事が施工された車両[18]
    - 番号に下線が付いている車両は1978年から1983年に車内更新が施工された車両[61]

  - 電装品メーカー
    - 東洋：東洋電機製造、日立：日立製作所

  - 新番号
    - 社名がない車両は7700系へ改造されたもの
    - 新番号2はその後改番、譲渡などをされた場合の社名、番号
    - 譲渡された車両は譲渡先と番号を記載。譲渡先での形式などは「譲渡と保存」節を参照。

| デハ7000形 | デハ7000形 | デハ7000形     | デハ7000形   | デハ7000形 | デハ7000形 | デハ7000形 | デハ7000形 |
| 車両番号   | 竣工年     | 電装品メーカー | 新番号       | 竣工年     | 新番号2    | 竣工年     | 廃車年     |
| ---------- | ---------- | -------------- | ------------ | ---------- | ---------- | ---------- | ---------- |
| 7001       | 1962年     | 東洋           | 7910         | 1988       |            |            | 2014       |
| 7002       | 1962年     | 東洋           | 7710         | 1988       |            |            | 2014       |
| 7003       | 1962年     | 東洋           | 7909         | 1988       | 十和田7902 | 2002       | 2012       |
| 7004       | 1962年     | 東洋           | 7709         | 1988       | 十和田7702 | 2002       | 2012       |
| 7005       | 1962年     | 東洋           | 7908         | 1988       |            |            |            |
| 7006       | 1962年     | 東洋           | 7708         | 1988       |            |            |            |
| 7007※      | 1963年     | 東洋           | 水間7101     | 1990       | 水間1004   | 2007       |            |
| 7008※      | 1963年     | 東洋           | 水間7001     | 1990       | 水間1003   | 2007       |            |
| 7009※      | 1963年     | 東洋           | 水間7102     | 1990       | 水間1002   | 2006       |            |
| 7010※      | 1963年     | 東洋           | 水間7002     | 1990       | 水間1001   | 2006       |            |
| 7011※      | 1963年     | 東洋           | 水間7103     | 1990       |            |            |            |
| 7012※      | 1963年     | 東洋           | 水間7003     | 1990       |            |            |            |
| 7013※      | 1963年     | 東洋           | 弘南7011     | 1989       |            |            |            |
| 7014※      | 1963年     | 東洋           | 弘南7021     | 1989       |            |            |            |
| 7015※      | 1963年     | 東洋           | 7911         | 1990       | 十和田7903 | 2002       | 2012       |
| 7016※      | 1963年     | 東洋           | 秩父2302     | 1991       |            |            | 2000       |
| 7017※      | 1963年     | 東洋           | 秩父2001     | 1991       |            |            | 2000       |
| 7018※      | 1963年     | 東洋           | 7711         | 1990       | 十和田7703 | 2002       | 2012       |
| 7019※      | 1963年     | 東洋           | 7913         | 1990       |            |            | 2011       |
| 7020※      | 1963年     | 東洋           | 7713         | 1990       |            |            | 2011       |
| 7021※      | 1963年     | 東洋           | 秩父2003     | 1991       | 2000       |            |            |
| 7022※      | 1963年     | 東洋           | 秩父2303     | 1991       | 2000       |            |            |
| 7023       | 1963年     | 日立           | 7903         | 1991       | 養老7903   | 2019       |            |
| 7024       | 1963年     | 日立           | 7703         | 1991       | 養老7703   | 2019       |            |
| 7025※      | 1964年     | 東洋           | 弘南7012     | 1990       |            |            |            |
| 7026※      | 1964年     | 東洋           | 弘南7022     | 1990       |            |            |            |
| 7027※      | 1964年     | 東洋           | 7914         | 1991       | 養老7914   | 2020       |            |
| 7028※      | 1964年     | 東洋           | 秩父2304     | 1991       |            |            | 2000       |
| 7029※      | 1964年     | 東洋           | 弘南7013     | 1990       |            |            |            |
| 7030※      | 1964年     | 東洋           | 弘南7023     | 1990       |            |            |            |
| 7031       | 1964年     | 日立           | 弘南7031     | 1988       |            |            |            |
| 7032       | 1964年     | 日立           | 弘南7032     | 1988       |            |            |            |
| 7033       | 1964年     | 日立           | 弘南7033     | 1988       |            |            |            |
| 7034       | 1964年     | 日立           | 弘南7034     | 1988       |            |            |            |
| 7035       | 1964年     | 東洋           | 秩父2002     | 1991       | 2000       |            |            |
| 7036       | 1964年     | 東洋           | 秩父2301     | 1991       | 2000       |            |            |
| 7037       | 1965年     | 日立           | 弘南7037     | 1988       |            |            |            |
| 7038       | 1965年     | 日立           | 弘南7038     | 1988       |            |            |            |
| 7039       | 1965年     | 日立           | 弘南7039     | 1988       |            |            |            |
| 7040       | 1965年     | 日立           | 弘南7040     | 1988       |            |            |            |
| 7041       | 1965年     | 東洋           | 7906         | 1987       | 養老7906   | 2019       |            |
| 7042       | 1965年     | 東洋           | 7706         | 1987       | 養老7706   | 2019       |            |
| 7043       | 1965年     | 東洋           | 7905         | 1987       | 養老7905   | 2019       |            |
| 7044       | 1965年     | 東洋           | 7705         | 1987       | 養老7705   | 2019       |            |
| 7045       | 1965年     | 東洋           | 7901         | 1987       | 養老7901   | 2020       |            |
| 7046       | 1965年     | 東洋           | 7702         | 1987       |            |            |            |
| 7047       | 1965年     | 日立           | 7904         | 1987       | 十和田7901 | 2002       | 2012       |
| 7048       | 1965年     | 日立           | 7704         | 1987       | 十和田7701 | 2002       | 2012       |
| 7049       | 1965年     | 日立           | 北陸7011     | 1990       |            |            |            |
| 7050       | 1965年     | 日立           | 北陸7001     | 1990       |            |            |            |
| 7051       | 1965年     | 日立           | 7907         | 1988       |            |            |            |
| 7052       | 1965年     | 日立           | 東急車輛製造 |            | 2000       |            |            |
| 7053       | 1966年     | 日立           | 北陸7111     | 1990       |            |            |            |
| 7054       | 1966年     | 日立           | 北陸7101     | 1990       |            |            |            |
| 7055       | 1966年     | 日立           | 北陸7112     | 1990       |            |            |            |
| 7056       | 1966年     | 日立           | 北陸7102     | 1990       |            |            |            |
| 7057       | 1966年     | 日立           | 東急車輌     |            | 2000       |            |            |
| 7058       | 1966年     | 日立           | 7707         | 1988       |            |            |            |
| 7059       | 1966年     | 東洋           | 7912         | 1990       | 養老7912   | 2019       |            |
| 7060       | 1966年     | 東洋           | 7712         | 1990       | 養老7712   | 2019       |            |
| 7061       | 1966年     | 東洋           | 秩父2004     | 1991       |            |            | 2000       |
| 7062       | 1966年     | 東洋           | 7714         | 1991       | 養老7714   | 2020       |            |
| 7063       | 1966年     | 東洋           | 7902         | 1987       |            |            |            |
| 7064       | 1966年     | 東洋           | 7701         | 1987       | 養老7701   | 2020       |            |

| デハ7100形 | デハ7100形 | デハ7100形     | デハ7100形 | デハ7100形 | デハ7100形 | デハ7100形 | デハ7100形 |
| 車両番号   | 竣工年     | 電装品メーカー | 新番号     | 竣工年     | 新番号2    | 竣工年     | 廃車年     |
| ---------- | ---------- | -------------- | ---------- | ---------- | ---------- | ---------- | ---------- |
| 7101       | 1962年     | 東洋           | 7960       | 1988       |            |            | 2001       |
| 7102       | 1962年     | 東洋           | 7810       | 1988       |            |            |            |
| 7103       | 1962年     | 東洋           | 7959       | 1988       | 2002       |            |            |
| 7104       | 1962年     | 東洋           | 7809       | 1988       | 2002       |            |            |
| 7105       | 1962年     | 東洋           | 7958       | 1988       | 2001       |            |            |
| 7106       | 1962年     | 東洋           | 7808       | 1988       |            |            |            |
| 7107       | 1963年     | 東洋           | 福島7108   | 1991       |            |            |            |
| 7108       | 1963年     | 東洋           | 弘南7103   | 1990       |            |            |            |
| 7109       | 1963年     | 東洋           | 弘南7153   | 1990       |            |            |            |
| 7110       | 1963年     | 東洋           | 水間7110   | 1990       | 水間1007   | 2007       |            |
| 7111       | 1963年     | 日立           | 7953       | 1987       |            |            | 2001       |
| 7112       | 1963年     | 日立           | 7803       | 1987       | 養老7803   | 2019       |            |
| 7113       | 1964年     | 日立           | 7951       | 1987       |            |            | 2001       |
| 7114       | 1964年     | 日立           | 7801       | 1987       |            |            |            |
| 7115       | 1964年     | 東洋           | 福島7210   | 1991       |            |            |            |
| 7116       | 1964年     | 東洋           | 福島7107   | 1991       |            |            |            |
| 7117       | 1964年     | 東洋           | 福島7212   | 1991       |            |            |            |
| 7118       | 1964年     | 東洋           | 福島7109   | 1991       |            |            |            |
| 7119       | 1964年     | 東洋           | 7964       | 1991       | 7715       | 1996       | 2010       |
| 7120       | 1964年     | 東洋           | 7814       | 1991       | 養老7814   | 2020       |            |
| 7121       | 1964年     | 東洋           | 秩父2203   | 1991       |            |            | 2000       |
| 7122       | 1964年     | 東洋           | 弘南7155   | 1990       |            |            |            |
| 7123       | 1964年     | 東洋           | 福島7206   | 1991       |            |            |            |
| 7124       | 1964年     | 東洋           | 福島7103   | 1991       |            |            |            |
| 7125       | 1964年     | 東洋           | 福島7202   | 1991       |            |            |            |
| 7126       | 1964年     | 東洋           | 福島7101   | 1991       |            |            |            |
| 7127       | 1964年     | 東洋           | 水間7151   | 1990       | 水間1006   | 2007       |            |
| 7128       | 1964年     | 東洋           | 水間7051   | 1990       | 水間1005   | 2007       |            |
| 7129       | 1964年     | 東洋           | 福島7214   | 1991       |            |            |            |
| 7130       | 1964年     | 東洋           | 7813       | 1990       |            |            |            |
| 7131       | 1964年     | 日立           | 7963       | 1990       | 7915       | 1996       | 2010       |
| 7132       | 1964年     | 日立           | 7802       | 1988       |            |            |            |
| 7133       | 1964年     | 日立           | 7952       | 1988       | 2001       |            |            |
| 7134       | 1964年     | 日立           | 福島7315   | 1991       |            |            |            |
| 7135       | 1964年     | 日立           | 北陸7211   | 1990       |            |            |            |
| 7136       | 1964年     | 日立           | 北陸7201   | 1990       |            |            |            |
| 7137       | 1964年     | 日立           | 北陸7212   | 1990       |            |            |            |
| 7138       | 1964年     | 日立           | 北陸7202   | 1990       |            |            |            |
| 7139       | 1964年     | 東洋           | 水間7152   | 1990       | 水間1008   | 2007       |            |
| 7140       | 1964年     | 東洋           | 福島7113   | 1991       |            |            |            |
| 7141       | 1964年     | 東洋           | 弘南7101   | 1989       |            |            |            |
| 7142       | 1964年     | 東洋           | 弘南7102   | 1989       |            |            |            |
| 7143       | 1964年     | 東洋           | 弘南7151   | 1989       | 1999       |            |            |
| 7144       | 1964年     | 東洋           | 弘南7152   | 1989       |            |            |            |
| 7145       | 1964年     | 東洋           | 秩父2204   | 1991       | 2000       |            |            |
| 7146       | 1964年     | 東洋           | 秩父2104   | 1991       | 2000       |            |            |
| 7147       | 1964年     | 東洋           | 福島7208   | 1991       | 2001       |            |            |
| 7148       | 1964年     | 東洋           | 福島7107   | 1991       | 2001       |            |            |
| 7149       | 1964年     | 東洋           | 7962       | 1990       | 7815       | 1995       | 2010       |
| 7150       | 1964年     | 東洋           | 7812       | 1990       | 養老7812   | 2019       |            |
| 7151       | 1964年     | 日立           | 7961       | 1990       |            |            | 2002       |
| 7152       | 1964年     | 東洋           | 7811       | 1990       |            |            | 2002       |
| 7153       | 1964年     | 東洋           | 弘南7105   | 1990       |            |            |            |
| 7154       | 1964年     | 東洋           | 弘南7154   | 1990       |            |            |            |
| 7155       | 1965年     | 東洋           | 7956       | 1988       | 2001       |            |            |
| 7156       | 1965年     | 日立           | 7805       | 1988       |            |            |            |
| 7157       | 1966年     | 東洋           | 福島7204   | 1991       |            |            |            |
| 7158       | 1966年     | 東洋           | 福島7105   | 1991       |            |            |            |
| 7159       | 1966年     | 東洋           | 秩父2201   | 1991       | 2000       |            |            |
| 7160       | 1966年     | 東洋           | 秩父2101   | 1991       | 2000       |            |            |
| 7161       | 1966年     | 東洋           | 秩父2202   | 1991       | 2000       |            |            |
| 7162       | 1966年     | 東洋           | 秩父2102   | 1991       | 2000       |            |            |
| 7163       | 1966年     | 日立           | 7954       | 1987       | 2002       |            |            |
| 7164       | 1966年     | 日立           | 7807       | 1988       |            |            |            |
| 7165       | 1966年     | 日立           | 7957       | 1988       | 2001       |            |            |
| 7166       | 1966年     | 日立           | 7804       | 1987       | 2002       |            |            |
| 7167       | 1966年     | 日立           | 7955       | 1988       | 2001       |            |            |
| 7168       | 1966年     | 日立           | 7806       | 1988       | 養老7806   | 部品取り車 | 2018       |
| 7169       | 1966年     | 東洋           | 弘南7104   | 1990       |            |            | 1999       |
| 7170       | 1966年     | 東洋           | 秩父2103   | 1991       | 2000       |            |            |

### 編成表
「+」は先頭車同士の連結部を、「-」はそれ以外を示す。

#### 1985年4月時点の編成表
東横線
←渋谷/桜木町→
- 7011-7128-7127-7130-7129-7008+7007-7012
- 7013-7144-7143-7142-7141-7010+7009-7014
- 7015-7152-7151-7150-7149-7042+7041-7018
- 7021-7170-7169-7154-7153-7016+7017-7022
- 7025-7118-7117-7116-7115-7064+7063-7026
- 7027-7122-7121-7120-7119-7062+7061-7028
- 7035-7148-7147-7146-7145-7044+7043-7036
- 7055-7138-7137-7058+7057-7136-7135-7056
- 7019-7140-7139-7110-7109-7108-7107-7020
- 7029-7126-7125-7124-7157-7158-7123-7030

大井町線
←大井町
- 7001-7102-7103-7104-7101-7002
- 7023-7114-7113-7112-7111-7024
- 7037-7168-7167-7156-7155-7038
- 7059-7160-7159-7162-7161-7060
- 7005-7106-7105-7006+7003-7004
- 7031-7134-7131-7032+7049-7050
- 7033-7132-7133-7034+7039-7040
- 7047-7166-7163-7048+7053-7054
- 7051-7164-7165-7052+7045-7046

出典：

#### 最後まで目蒲線に残った原型の7000系
←目黒/蒲田→
- 7017-7160-7159-7036
- 7035-7162-7161-7016
- 7021-7170-7121-7022
- 7061-7146-7145-7028

#### 最後まで在籍していた原型の7000系
←長津田/こどもの国→
- 7057-7052

出典：

## 歴史

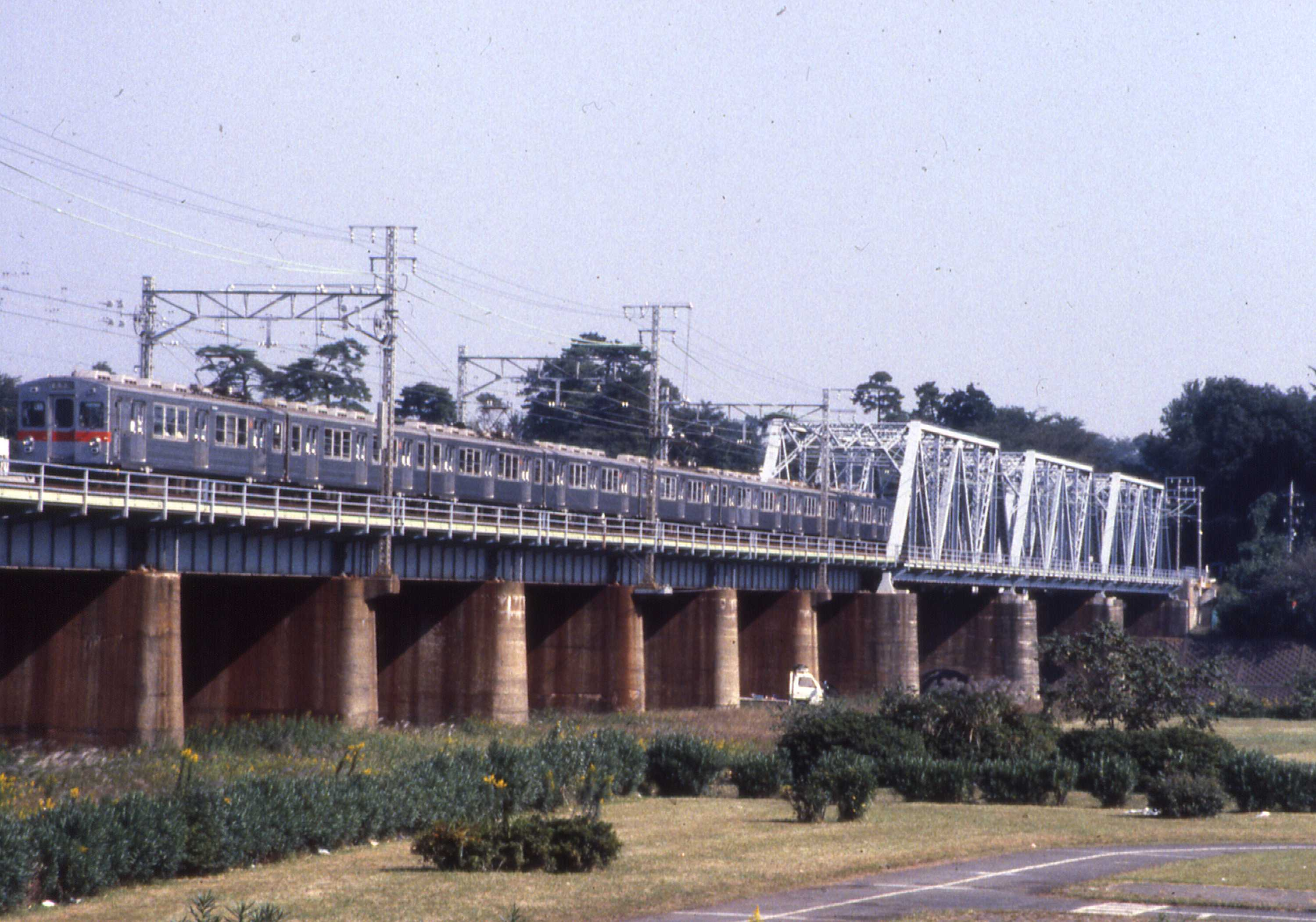
多摩川を渡る日比谷線直通運用車。赤帯付きで東横線を走った時期は長くなかった（1988年8月）

最初の編成は1962年(昭和37年)1月25日に竣功した4両編成であり、編成は東横線の渋谷方から順に7001-7102-7101-7002であった。1月27日には東横線の渋谷 - 元住吉間で試乗会が行われ、国鉄や私鉄関係者が多く参加した。
しばらくは東横線向けに増備が進められていたが、1965年9月以降に入籍した車両の一部は田園都市線に配置されることになり、東横線からの転属分と合わせて36両（2+2の4連5本、4両固定4本）が1966年4月1日の溝の口 - 長津田間開業時に営業運転を開始し、そのうち4両編成1本（7045-7162-7161-7046）が祝賀列車として装飾を施されて走行した。当時は3000系列や5200系、6000系も営業運転を行っており、いずれも分割できる編成は鷺沼駅で分割される大井町 - 長津田間の直通運転に、分割できない編成は大井町 - 梶が谷・二子新地前（現二子新地駅）間の運用に使用されていた。同線で快速列車に使用される際は、赤地に白文字で「快速」と記された種別表示板を先頭部に取り付けて運行した。
東横線では、主電動機の出力が比較的大きい日立車が高速性能に優れていたことから急行列車は日立車を中心に運用され、7200系・6000系・8000系と同様に、急行運用では「急行」と書かれた赤色の種別表示板を取り付けて運行していた。1964年4月1日のダイヤ改正以降は6両編成の急行列車が運転されることになり、本系列6連9本が中心となって運用された。
乗り入れ対応工事が施工された車両は、1964年8月29日に日比谷線との相互直通運転を開始した。関係各社の協議の中で「相互直通は営団と東武，および営団と東急それぞれの間に限ること」という合意があったことから直通列車の運転区間は日吉 - 北千住間とされ、初日には本系列が祝賀列車として装飾を施されて運行された。当初の乗り入れ協定では最大連結両数は6両としていたが、輸送力増強のために1969年から1971年にかけて北千住 - 茅場町間の各駅を8両編成対応にする工事などを施工し、1971年5月31日のダイヤ改正で全列車8両編成での運転が始まった。1978年3月からは青地に白文字で「日比谷線直通」と記されたサボが側面に取り付けられた。本系列は日比谷線開業後も渋谷発着の運用にも充当された。1988年8月9日より日吉駅改良工事に伴い、日比谷線直通列車はこれまでの日吉から菊名まで区間が延伸された。
その後、田園都市線の5両編成化に際して本系列は5両編成は組成できないこと、さらに1977年4月7日の新玉川線開業以降は同線経由で半蔵門線に乗り入れる田園都市線の輸送力増強が必要になったことから、8000系に替わられる形で東横線への転属が進み、1980年と1981年には8連16本と6連1本に組成され、134両全てが東横線に集められた。6連は東洋車4両と日立車2両の混結であった。
翌1982年から、大井町線と改称されていた大井町 - 二子玉川園間の6両編成運転開始に伴い再び同線へ一部が転属、1986年には78両となって東横線の56両を上回ったが、1988年から行われた7700系への改造や1989年3月に4両編成化された目蒲線への転属で同区間の運用を終了した。
1988年の春から夏にかけて、7200系・7600系・7700系・8000系とともに先頭車の前面に赤帯が施された。
東横線では、1983年10月1日ダイヤ改正で急行運用から撤退（ダイヤ乱れによる突発を除く）、1986年4月1日のダイヤ改正で日比谷線直通運用を除く線内運転の各停は全て8000系列に統一されたが、1988年12月26日から日比谷線乗り入れ用車両として1000系が営業運転を開始すると順次直通運用からもはずれ、1991年(平成3年)6月3日朝方の営業運転（資料によっては6月7日 ）をもって、直通運用を含む東横線での営業運転を終了した。
なお、目蒲線では1989年（平成元年）3月18日に旧3000系列が営業運転を退いたことに伴い 、翌日から同線は3両編成から4両編成運転とされ、また運用車両として本系列と7700系が配置された。この時点で目蒲線には本系列4両編成7本（28両）と7700系4両編成10本（40両）が配置された。その後、7700系への改造の進行と1991年（平成3年）9月からの1000N'系（1014F以降）の投入の開始により 、1991年9月21日をもって最後まで目蒲線で運用されていた編成（7061F）が営業運転を終了した。
1991年8月25日にはスタンプラリー号として7061Fを使用してさよなら運転が行われ  、渋谷 - 桜木町間を2往復した。先頭車には「スタンプラリー号 7000系ありがとう」のヘッドマークが掲出された。

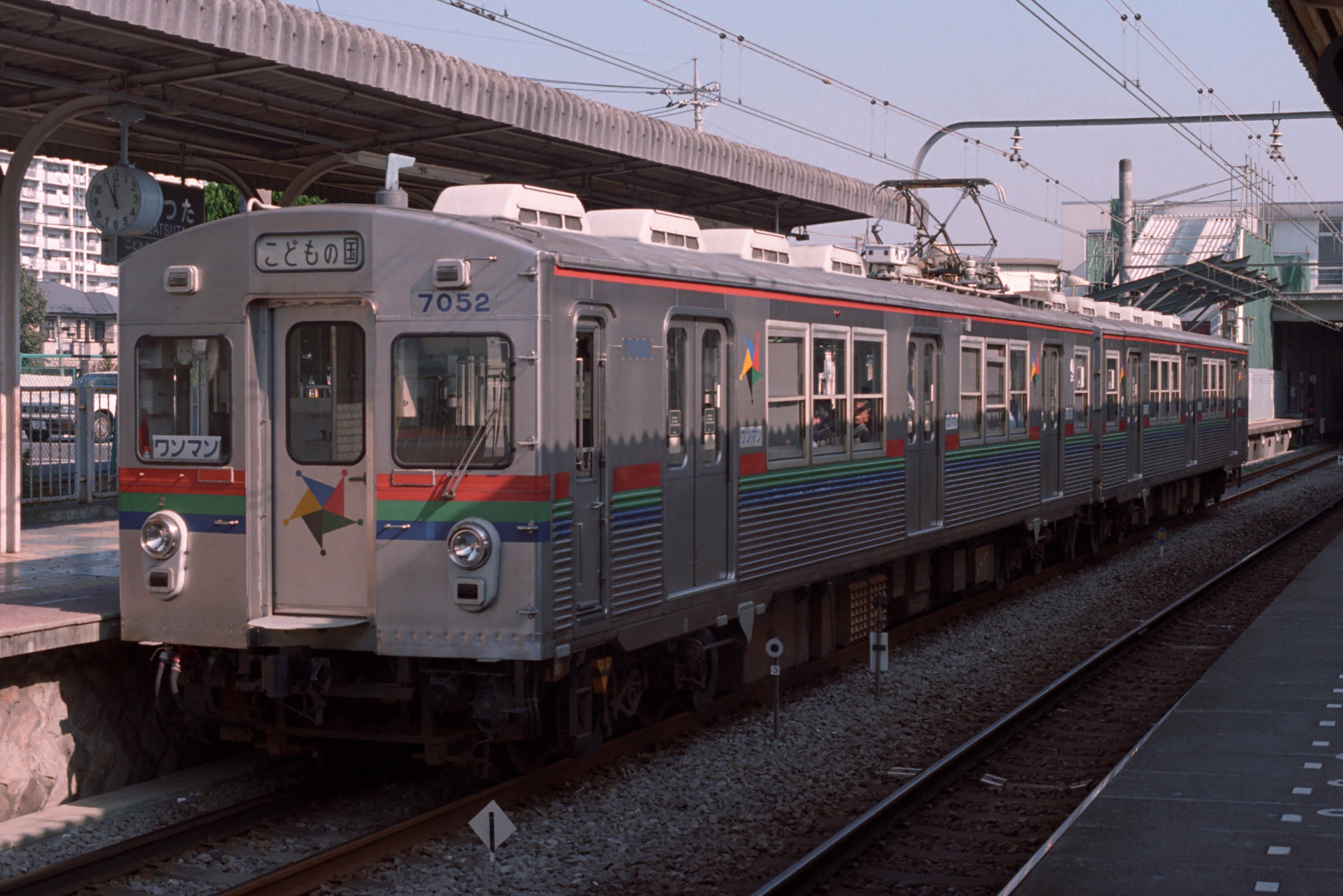
こどもの国線専用編成（1998年）

1989年1月26日にこどもの国線がワンマン運転化され、7057 - 7052の2両編成に対応工事が施されて同線専用となった。この2両はワンマン改造に加え、運転台のワンハンドル化、テープによる放送装置の設置などを行った上で、こどもの国のマークを掲出し、赤・青・緑の装飾がほどこされて営業運転に充当された。こどもの国線の通勤線化に伴って1999年（平成11年）7月31日に横浜高速鉄道Y000系に置き換えられて営業運転を終了し、その後2000年（平成12年）3月20日にさよなら運転として鷺沼 - 中央林間間を2往復した。この2両は本系列で最後まで東急線に在籍していた車両であり、同時に東急の鉄道線用として最後の非冷房車でもあった。

## 他社線での走行実績
ここでは、1960年代に東急の車籍のまま他車線を走行した事例についてまとめる。
伊豆急行線への貸し出し
1961年12月9日に伊東 - 伊豆急下田間を開業させた伊豆急行線へ、1964年夏、落成直後の6両編成1本が貸し出された。単線トンネルの多い同線では車内を吹き抜ける強風への対策が必要であり、2両ごとに仕切り扉（横引きタイプではなく、蝶番のついた「ドア」であった）が設置されていた。本系列の貸し出しは夏季のみの措置であり、1966年まで貸し出しが行われた。
小田急小田原線での走行試験
1963年9月28日、落成したばかりのデハ7019・デハ7020の2両がPⅢ台車の高速走行試験のため東急車輌から小田急の大野工場へと送られた。10月1日から走行試験を開始し、翌日からは新宿-小田原間を最高速度100km/h以上で走行した。ここで得られた成果を踏まえ、小田急4000形の台車にPⅢ706形台車が採用された。

## 譲渡と保存
7700系へ改造された車両以外は全て他の鉄道事業者などへ譲渡された。デハ7100形には、秩父鉄道に譲渡された8両と福島交通に譲渡された2両を除き、東横車輌（現・東急テクノシステム）で先頭車化工事が施工された。譲渡後の処遇などは各記事を参照のこと。
弘南鉄道7000系電車
1988年10月から1990年12月までに合計24両が譲渡された。弘南鉄道大鰐線に日立車、弘南鉄道弘南線に東洋車が配置された。弘南線には先頭車化改造車もある。1997年の弘南線での事故で2両が1999年に除籍された。
北陸鉄道7000系電車
1990年7月に日立車10両が譲渡された。電機品と台車はJR・西武鉄道・営団地下鉄 ・京阪電気鉄道の廃車発生品を流用したものに交換され、600ボルトへの降圧改造が施工された。地方に譲渡された7000系のうち、台車を振り替えたのは北陸鉄道への譲渡分のみである。原型の先頭車と運転台新設車両の2タイプがあり、譲渡後に冷房化改造された車両がある。
水間鉄道7000系電車→1000形
1990年8月に東洋車10両が譲渡された。4両が先頭車化改造車で、4両が譲渡時に冷房化された。同時に1500Vへの昇圧が行われ、在来車を全て置き換えた。
譲渡された10両中8両が2006年から2007年にかけてリニューアル工事を受け、1000形へ改番された。一方で対象外となった2両は車籍を残したまま水間観音駅の車庫に留置されている。
福島交通7000系電車
1991年6月24日に750Vから1500Vへの昇圧が行われるのに先立ち、6月中に2両編成5本と3両編成2本の東洋車16両が譲渡された。先頭車は全車デハ7100形を先頭車化改造したものである。一部には冷房装置が搭載され、在来車を全て置き換えた。2001年に福島駅での事故で2両が廃車された。
2017年に1000系（元東急1000系）が導入されて置き換えられ、1編成を除いて廃車となった。
秩父鉄道2000系電車
1991年11月と12月に東洋車16両が譲渡された。最後まで目蒲線で運用されていた4連がほぼそのままの状態で譲渡され、外観上の改造は前面の帯が青色に変更される程度だった。
非冷房の車両はすでに時代遅れであり、冷房化もされないまま、1999年から2000年にかけて5000系に置き換えられ、2000年2月に全車廃車・解体された。事故廃車を除けば元東急7000系として初の廃車であった。
東急車輛製造（→総合車両製作所）
こどもの国線で運用されていたデハ7057とデハ7052の2両が2000年6月に東急車輛製造に譲渡され、入換車として使用された。
その後、自社の発展に貢献した製品を「東急車輛産業遺産」として保存する事業を進めていたが、デハ7052が2009年8月に同社敷地内に開設された「横浜製作所歴史記念館」横で保存された。同遺産への指定は5200系デハ5201に続いて2例目で、現地ではデハ5201と背中合わせで保存されている。地上から電力が供給され、車内灯や標識灯などは点灯させることができる。ただし、東急車輌はこの2両と記念館はいずれも一般公開しない方針としているが、2012年2月に1度だけこの2両を含め「東急車輛産業遺産」が一般公開されている。
また、この2両は、2010年5月15日に産業考古学会(JIAS)から推薦産業遺産の認定を受けているほか、2012年8月7日に日本機械学会から機械遺産第51号（2012年度認定分の一つ）の認定を受けた。

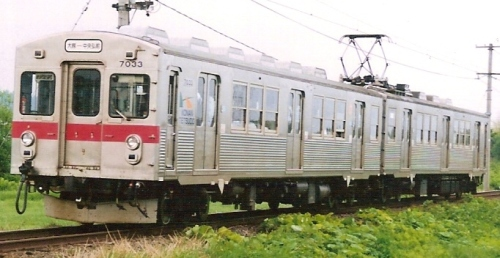
弘南鉄道7000系 大鰐線所属のオリジナルの先頭車
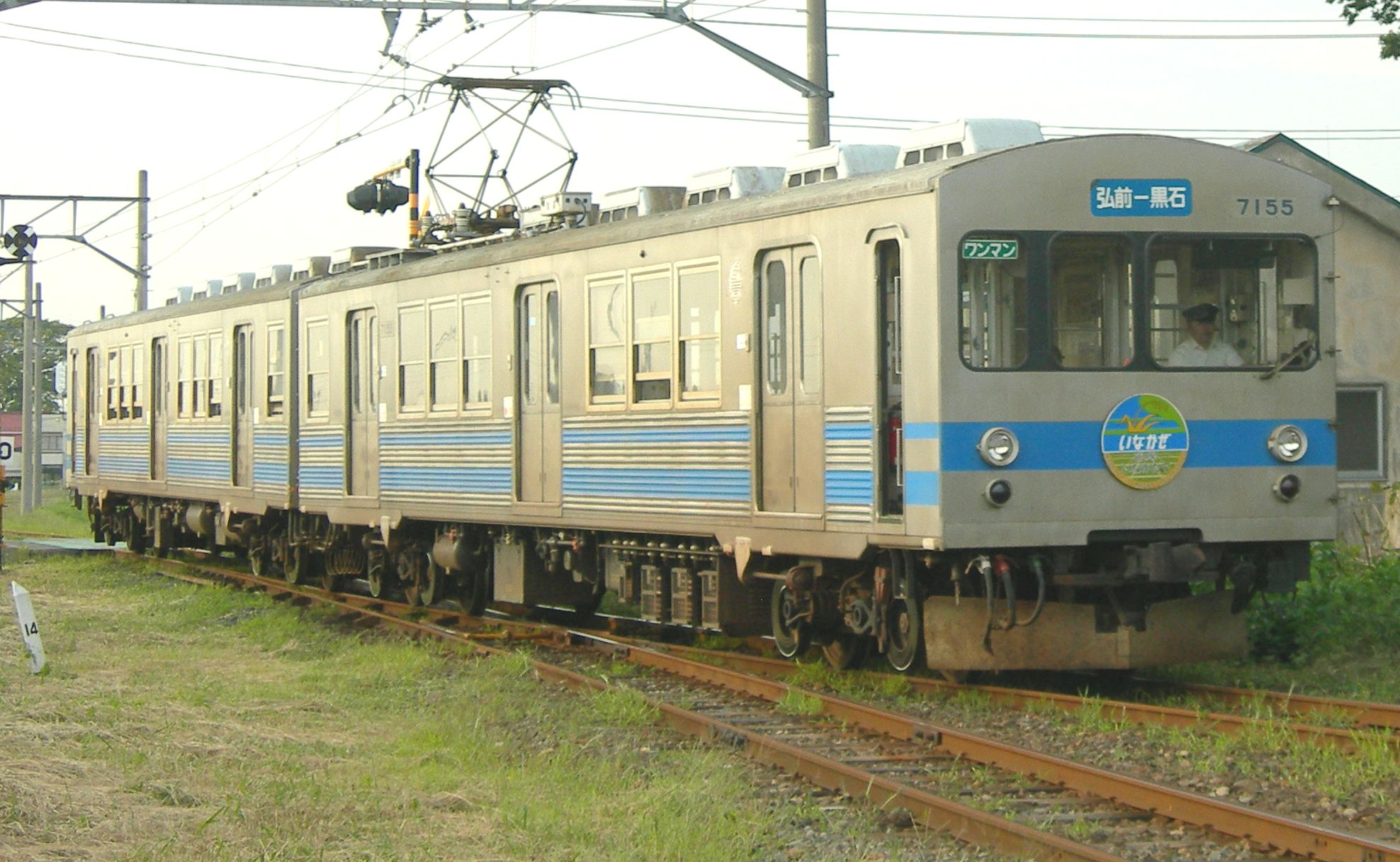
弘南鉄道7000系 中間車の先頭車化改造車
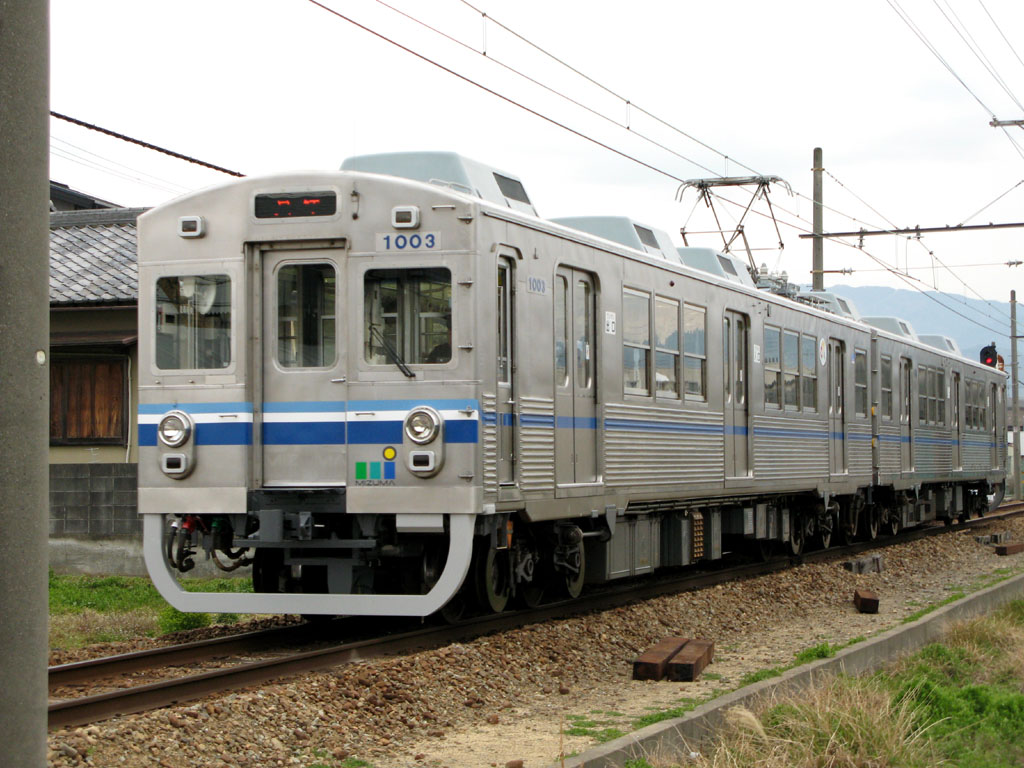
水間鉄道1000形 （旧7000系） オリジナルの先頭車
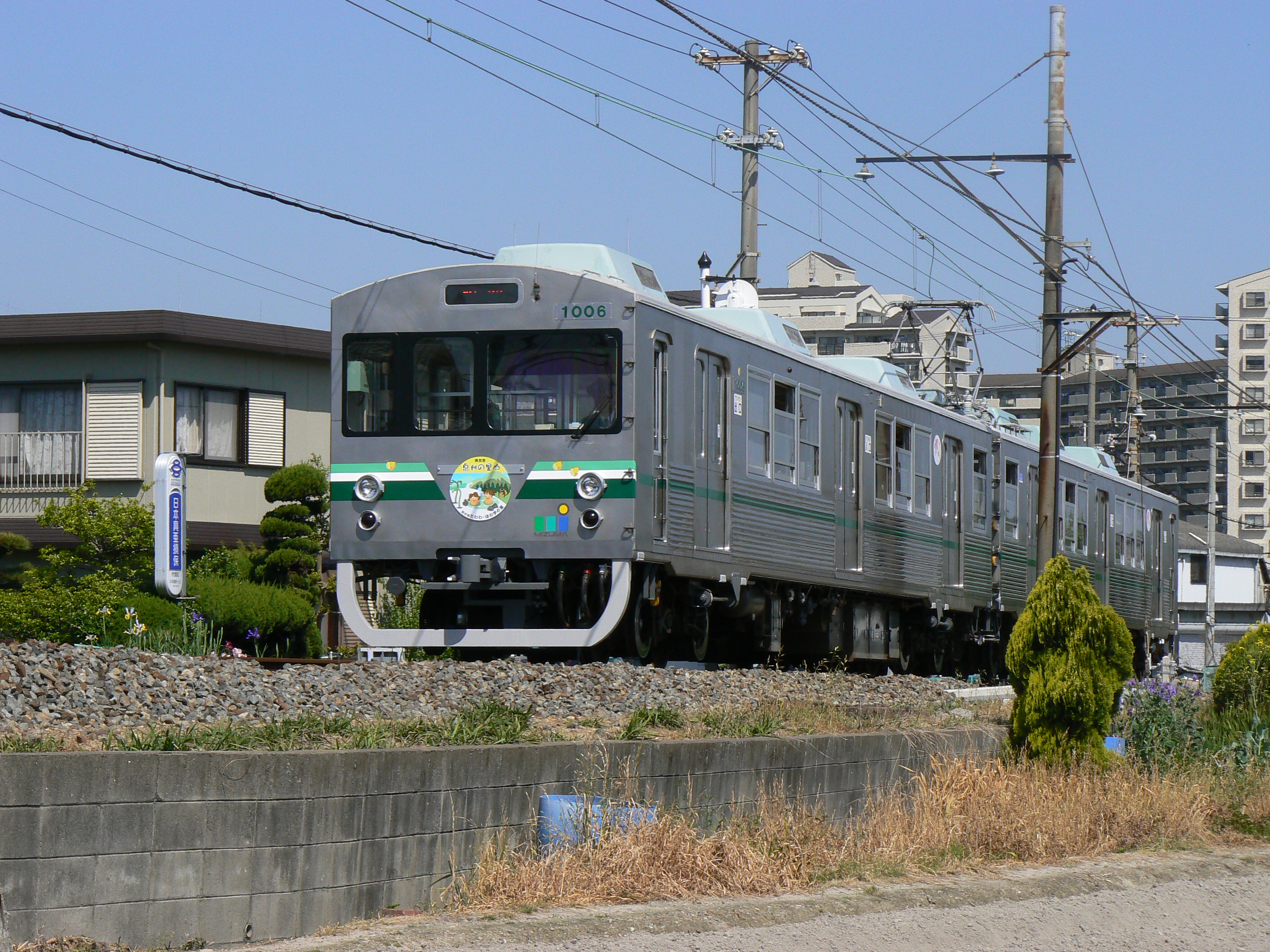
水間鉄道1000形 （旧7000系） 中間車の先頭車化改造車
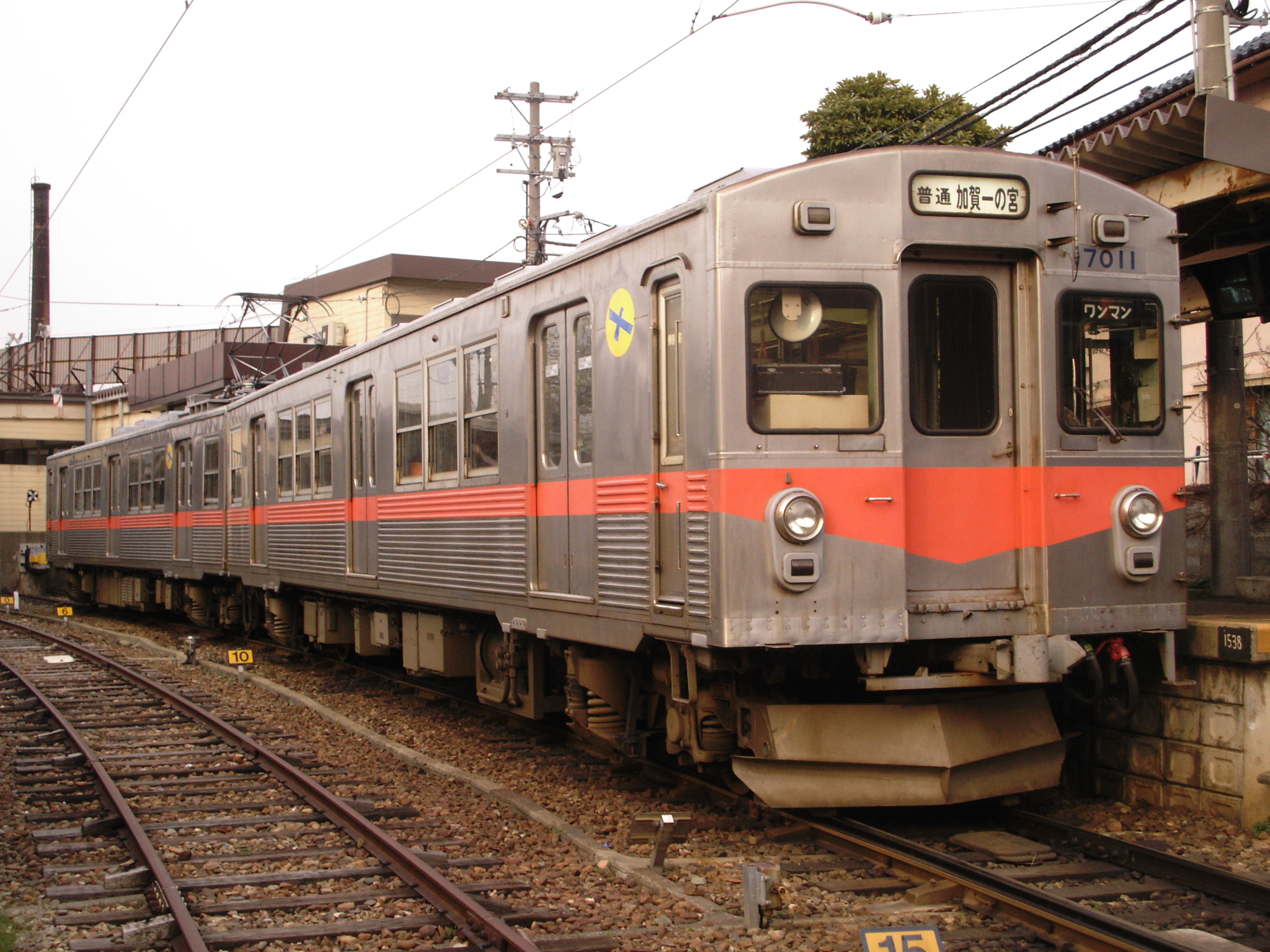
北陸鉄道7000系 オリジナルの先頭車
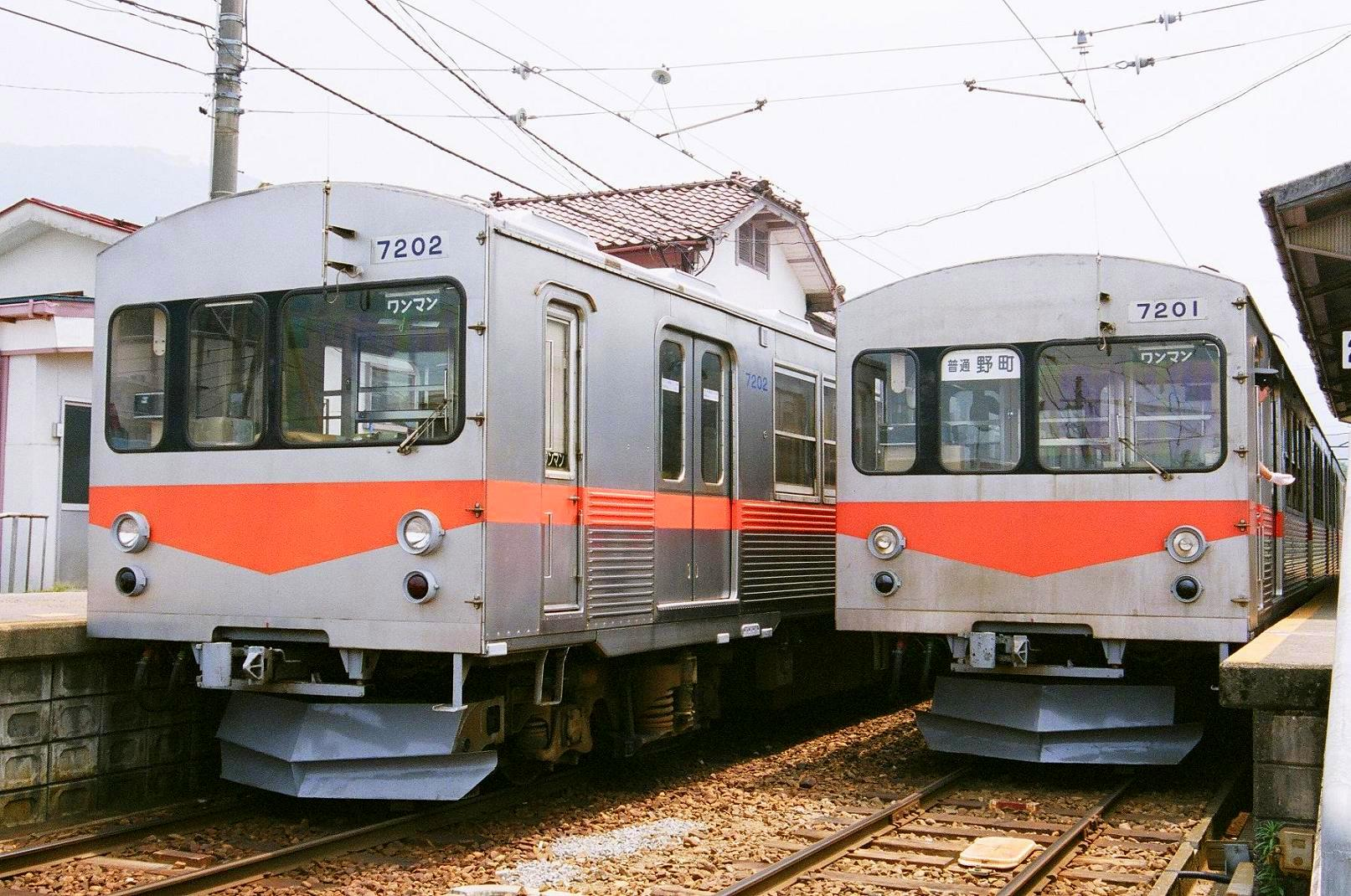
北陸鉄道7000系 中間車の先頭車化改造車
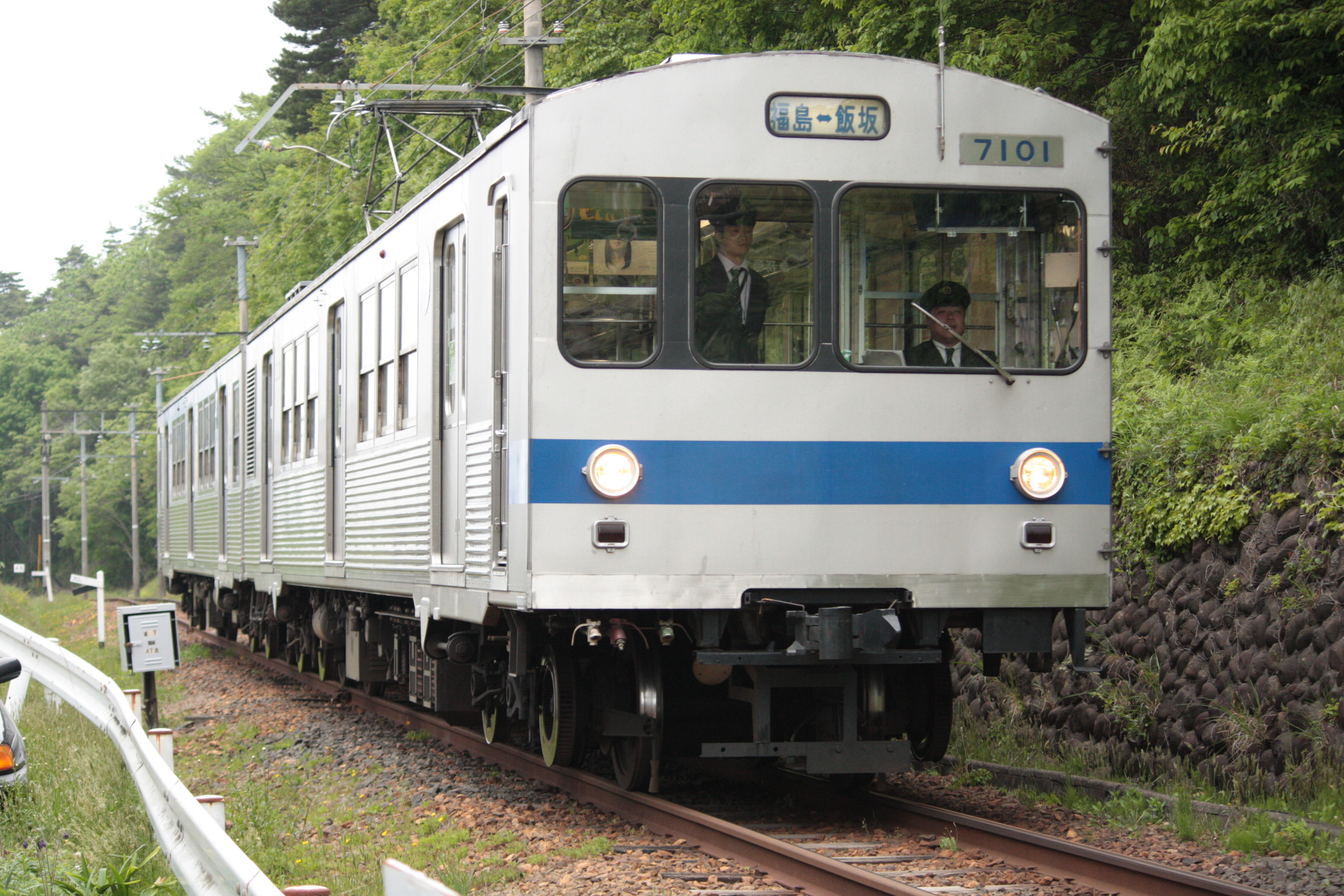
福島交通7000系 中間車の先頭車化改造車
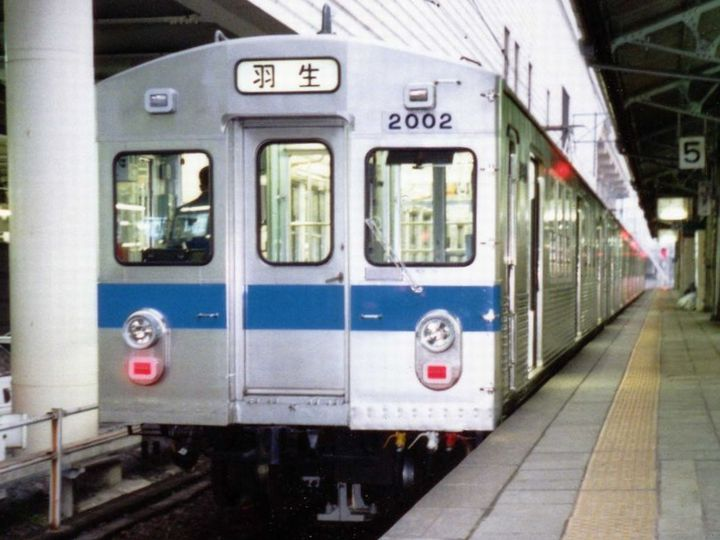
秩父鉄道2000形
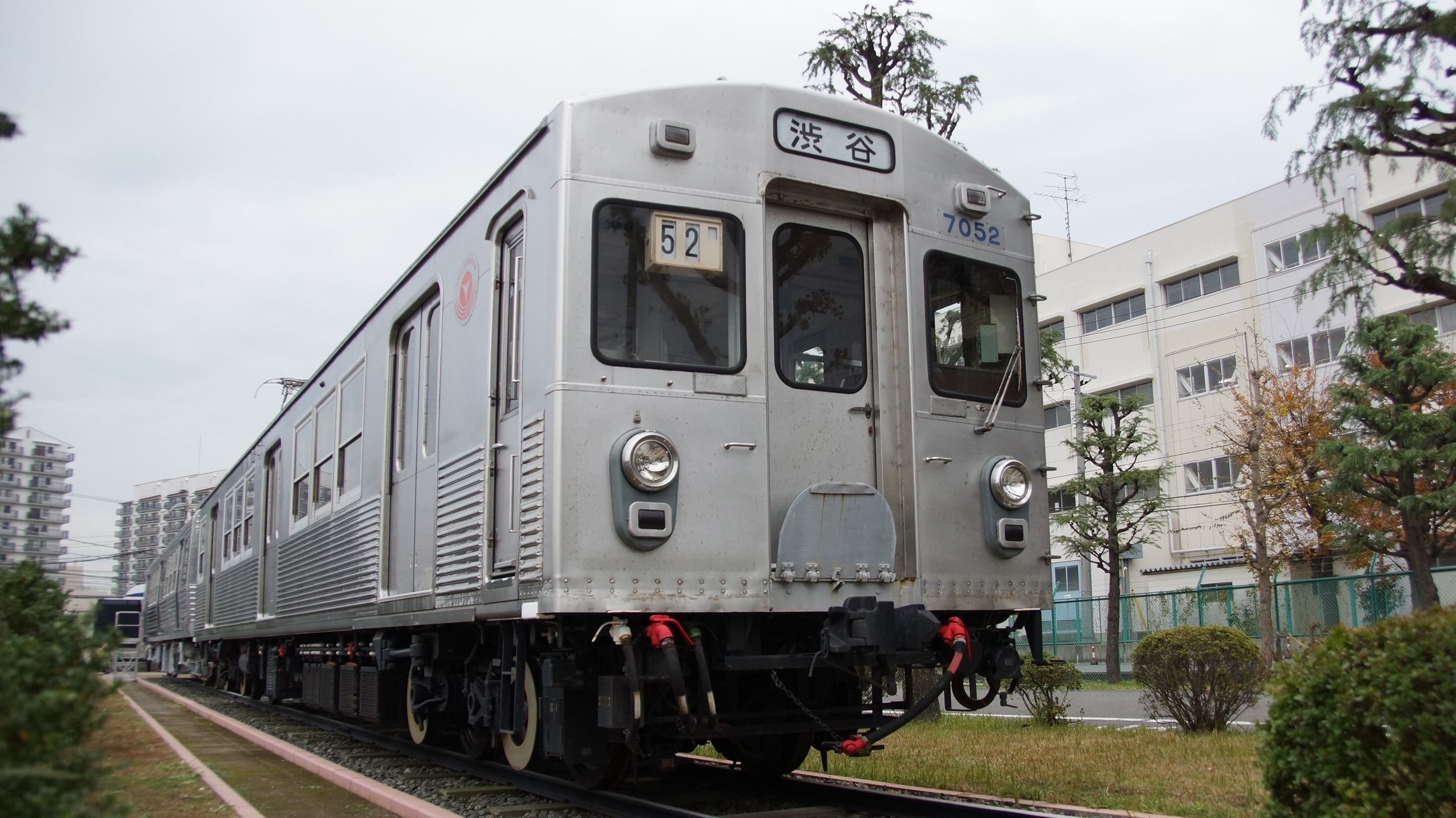
総合車両製作所横浜製作所に展示されているデハ7052